# El Gos
El Gos (antigament Castellnou del Gos) és un poble del terme municipal d'Oliola (Noguera), declarat bé cultural d'interès nacional. El 2003 tenia 22 habitants.

## Història
El lloc de «Lo Gos» apareix entre els pobles que formaven part de la baronia d'Oliola el segle xv, després de la desfeta del comtat d'Urgell el 1415. L'origen de l'assentament sembla lligat a l'existència d'una fortificació (actualment desapareguda), com indica l'antic topònim Castellnou.
El 1632 era propietat de Dalmau III de Queralt, comte de Santa Coloma i futur virrei de Catalunya. El 1752 és esmentat «Diego Raymundo Seguí y Casanova, Barón del Castillo, lugar y término de Castellnou del Gos». El 1804, Carles IV va nomenar cavaller Josep Francesc Saguí i Minguella, senyor de Castellnou del Gos.

## Descripció
Es troba a l'extrem nord-oest del terme municipal, al límit amb el d'Artesa de Segre i al costat de la carretera C-14, a l'altura del km. 111. Dista en línia recta 3,5 km del cap de municipi, amb el qual es comunica directament per camins rurals i indirectament a través de les carreteres C-14 i LV-3134. L'església de Sant Sebastià del Gos és un quilòmetre més a llevant, i uns 100 m més enllà es troba Cal Mallol.
Es tracta d'un petit nucli poblacional, de menys d'un desena d'immobles, situat sobre un turó que s'eleva uns 20 m respecte els camps del voltant, la qual cosa li atorga un aspecte acastellat. Només té un carrer (el carrer Únic) que envolta l'illa de cases central, a part del carrer de la Pujada que mena al nucli des de la carretera.